# Они сделали меня преступником
«Они сделали меня преступником» (англ. They Made Me a Criminal) — американский криминальный фильм режиссёра Басби Беркли, который вышел на экраны в 1939 году.
Этот фильм является римейком ленты «Жизнь Джимми Долана» (1933). Он рассказывает о беспринципном нью-йоркском боксёре-чемпионе (Джон Гарфилд), который вынужден скрываться после того, как его несправедливо обвиняют убийстве. Начав новую жизнь на отделённом ранчо в Аризоне, он переживает духовное возрождение и находит свою любовь. Однако нью-йоркский детектив (Клод Рейнс) всё-таки выслеживает его, но, увидев радикальные перемены в характере подозреваемого, решает дать ему уйти.
Фильм был популярен у зрителей и получил хорошие отзывы критики, положив начало звёздной карьере Джона Гарфилда. Современные киноведы также высоко оценивают фильм, который, несмотря на некоторую устарелость и неправдоподобие, по-прежнему смотрится увлекательно, в первую очередь, благодаря Гарфилду.

## Сюжет
В Нью-Йорке боксёр Джонни Брэдфилд (Джон Гарфилд) в седьмом раунде посылает своего соперника в нокаут, завоевывая чемпионское звание в лёгком весе. Прямо с ринга на глазах у тысяч зрителей Джонни звонит своей матери и благодарит её за всё, что она для него сделала. В раздевалку к Джонни заходит шеф детективного отдела (Уильям Б. Дэвидсон) в сопровождении своего подчинённого, детектива Монти Фелана (Клод Рейнс), которые нашли украденные у Джонни дорогие часы. Отдавая Джонни часы, Фелан говорит ему, что способен определить каждого боксёра по стойке даже точнее, чем по его лицу. После ухода Фелана его шеф говорит, что тот великолепный детектив, однако в своё время совершил ошибку, и потому так и не сделал карьеру. Средства массовой информации описывают победу Джонни, говоря, что он редкий по моральной чистоте спортсмен, который любит маму и избегает выпивки и женщин. Между тем вечером в своих шикарных апартаментах Джонни напивается и гуляет в компании своего менеджера Дока Уорда (Роберт Глеклер) и своей игривой подружки Голди Уэст (Энн Шеридан). Вскоре к ним присоединяется разбитная подружка Голди по имени Баджи (Барбара Пеппер) со своим строгим молодым человеком, которого зовут Мэджи (Джон Риджли). Когда девушки на время удаляются, Мэджи расспрашивает невменяемого от пьянства Джонни о его личной жизни, выясняя, что у того вообще нет матери, и что вся эта история, как и то, что он не пьёт и не общается с женщинами, «придумана для того, чтобы дурить простаков». Когда Баджи случайно упоминает, что Мэджи репортёр, тот сразу же пытается уйти. Джонни хочет его остановить, но теряет равновесие и падает без сознания. В дверях репортёра догоняет Уорд и бьёт его бутылкой виски по голове. Когда вернувшаяся в комнату Баджи кричит, что Мэджи мёртв, Уорд бьёт и её, после чего увозит ничего не соображающего Джонни вместе с Голди в загородный дом в их тренировочном лагере. Там Уорд рассказывает Голди, что это Джонни убил репортёра, убеждая её никому ничего не рассказывать, а затем предлагает ей вместе бежать. Забрав бумажник Джонни и его часы, Уорд пытается скрыться вместе с Голди на машине Джонни. Пока они едут по сельской дороге, распивая виски, на полицейской волне передаётся сообщение об убийстве репортёра, и о том, что в этой связи Джонни и Уорд объявлены в розыск. Их машину, которая едет с превышением скорости, замечают полицейские на мотоциклах, начиная преследование. Не справившись с управлением, Уорд на высокой скорости вылетает с трассы, и врезается в дерево, после чего машина взрывается и горит. На следующее утро Джонии просыпается, не в состоянии вспомнить, что происходило предыдущим вечером. На пороге дома он берёт свежую газету, и, не веря своим глазам, читает, что вчера он убил кого-то бутылкой, а затем погиб в автокатастрофе. Джонни обращается за помощью к промоутеру боксёрских боёв Ланихану (Уорд Бонд), который рекомендует немедленно сменить имя на Джек Дорни и бежать из Нью-Йорка как можно дальше. Он забирает у Джонни ключ от банковской ячейки, где тот держит 10 тысяч долларов, обещая доставить ему деньги этим вечером. Во время следующей встречи Ланихан отдаёт Джонни лишь 2 с половиной тысячи долларов, говоря, что остальное он забрал себе в качестве гонорара. Затем Ланихан советует Джонни немедленно уезжать из города, не тратя деньги на билеты, чтобы его не могли поймать на вокзале, и передвигаться на перекладных, экономя деньги на еду. Тем временем инспектор департамента полиции собирается закрывать дело об убийстве Мэджи в связи с гибелью подозреваемого и его подруги, однако Фелан не верит в то, что погибшим является Джонни, так как, по его наблюдениям, часы одеты на другой руке и ремешок держится не на той дырочке. Несмотря на возражения инспектора и насмешки коллег, Фелан обещает доказать, что погибшим был не Джонни.
Джонни меняет имя на Джек Дорни, после чего на перекладных отправляется через всю страну на юго-запад, в итоге добираясь до Аризоны. Когда в одном из кафе местные парни отнимают у него выпавшие из кармана деньги, он собирается разобраться с ними, однако затем опускает кулаки, вспоминая, что находится в бегах. Продолжая путь на крыше поезда, Джек убегает от его охранников, спрыгивая посреди пустыни. После нескольких часов пути изнеможённый Джек добирается до ранчо бабушки Рафферти (Мэй Робсон), где падает от истощения. Два дня спустя Джек приходит в себя, знакомясь с жителями ранчо, среди них группа нью-йоркских малолетних преступников из трущоб, известных как Ребята из Тупика, во главе с Томми (Билли Хэлоп). Парней прислал на ранчо своей сестры священник, отец Рафферти, чтобы избавить их от попадания в исправительную школу. Вместе с ними живёт также красивая старшая сестра Томми по имени Пегги (Глория Диксон), которая присматривает за братом и остальными мальчиками. В течение двух дней она ухаживает за Джеком, который, придя в себя, безуспешно пытается поцеловать её. Постепенно Джек находит общий язык с парнями, показывая им некоторые незаконные боксёрские уловки, хотя и скрывает, что сам был боксёром. Когда один из парней пытается снять Джека на фотокамеру, тот категорически запрещает делать это, однако парень всё-таки делает один снимок Джека во время занятий ребят на импровизированном ринге. Джек выясняет, что ранчо не хватает денег на покрытие расходов, и потому парни решили открыть автозаправочную станцию, для чего им нужно 2 тысячи долларов. В тот же день во время купания в глубоком резервуаре с водой соседнего фермера, тот начинает полив сада, в результате парни оказываются на дне резервуара. Джек спасает ребят, помогая им выбраться наружу, после чего Пегги меняет к нему отношение. Они объясняются в любви и целуются. Во время совместной поездки в город Джек видит афишу о приезде в город профессионального боксёра-тяжеловеса Гаспара Ратчека (Фрэнк Ригги). Согласно афише, Ратчек будет биться по очереди с четырьмя желающими из числа местных жителей, и заплатит по 500 долларов за каждый раунд, который его соперник продержится против него. Джек направляется к организаторам, подавая заявку на участие. Поначалу его не хотят брать из-за слишком лёгкого веса, но когда он показывает свой удар, его включают в список участников. По дороге домой Джек говорит Пегги, что постарается продержаться четыре раунда и таким образом заработать для парней необходимые 2 тысячи долларов. Тем временем фотографию Джека, сделанную одним из мальчиков, публикует газета, которая попадает в руки Фелана. По боксёрской стойке детектив подозревает, что на фотографии может быть Джек и немедленно выезжает в Аризону. В свою очередь, Джек приходит в ярость, увидев в газете свою фотографию, а парень, который получил за фото 3 доллара, не может понять, почему это так возмутило Джека. Тем временем ребята обманным путём обыгрывают в карты сына богатых родителей в городке, и на вырученные деньги покупают Джеку новые боксёрские перчатки. Около входа на боксёрскую арену Джек замечает Фелана, понимая, что тот прибыл, чтобы его арестовать. Бабушка Рафферти, Пегги и парни накрыли дома для Джека праздничный стол, собираясь подарить ему новые перчатки, однако тот неожиданно заявляет об отказе от боя, ссылаясь на запрет врача. Подавленные мальчики уходят, а Пегги, оставшись с ним наедине, обвиняет его в трусости и обмане, так как видела, что он успешно прошёл медицинский осмотр. Она начинает сомневаться, не врал ли он, когда объяснялся в любви, и ставит под вопрос их дальнейшие отношения. Оставшись один, Джек начинает собирать вещи. В этот момент заходит Томми, который говорит, что верит ему, и хочет уехать вместе с ним. Обдумав всё ещё раз, Джек решает остаться. Чтобы Фелан не узнал его на ринге, Джек решает изменить боксёрскую стойку. Парни, бабушка и Пегги приходят смотреть бой. Ратчек в первом же раунде легко расправляется с первыми двумя соперниками, после чего на ринг приглашают Джека. В течение первых трёх раундов Ратчек жестоко избивает Джека, несколько раз посылая того в нокдаун, однако Джек не прекращает сопротивляться, а в четвёртом раунде даже сбивает своего противника с ног. Однако в пятом раунде силы покидают Джека, и Ратчек посылает его в нокаут. Однако, продержавшись четыре раунда, Джек зарабатывает необходимые 2 тысячи долларов. В раздевалке после боя Джека, который никак не придёт в себя, осматривает врач. Лишь когда его приходят поздравить Пегги, бабушка и ребята, состояние Джека меняется к лучшему. В этот момент появляется Фелан, который узнал Джека и собирается доставить его в Нью-Йорк. Скрывая от парней правду, Джек говорит, что это его старый менеджер, вместе с которым он срочно уезжает на переговоры, после чего клянётся вернуться как можно скорее. На глазах Фелана Джек трогательно прощается с Пегги и ребятами. На станции Джек говорит Фелану, что, вероятно, тот, наконец, получит повышение за его поимку. Появляется Томми, который хочет ехать вместе с Джеком, однако тот отсылает его заниматься заправочной станцией. Поражённый преображением Джека, Фелан вдруг заявляет, что ранее сделал в жизни ошибку и сейчас совершит ещё одну. После этих слов он отпускает Джека, советуя ему не сниматься для газет, и тот уходит вместе с Томми, оставляя детектива на станции.

## В ролях
- Джон Гарфилд — Джонни Брэдфилд / Джек Дорни
- Глория Диксон — Пегги
- Клод Рейнс — детектив Монти Фелан
- Энн Шеридан — Голди Уэст
- Мэй Робсон — Бабушка Рафферти
- Уорд Бонд — Ланихэн
- Уильям Б. Дэвидсон — шеф детективов
- Роберт Глеклер — Док Уорд
- Дик Уэссел — Коллуччи

### Ребята из Тупика
- Билли Хэлоп — Томми
- Бобби Джордан — Энджел
- Лео Горси — Спит
- Гэбриел Делл — Ти Би
- Хантц Холл — Диппи
- Бернард Пансли — Милт

## История создания фильма
В 1933 году режиссёр Арчи Майо поставил на студии First National фильм «Жизнь Джимми Долана», в основу которого была положена пьеса Бертрама Миллхаузера и Бьюлы Мари Дикс. В 1939 году студия Warner Bros. «смахнула пыль со сценария этого старого фильма, в котором Дуглас Фэрбенкс-младший исполнил роль боксёра, имитирующего свою смерть, после того, как его ложно обвиняют в убийстве». Решив сделать римейк этой картины, студия поручила её постановку опытному хореографу Басби Беркли. На студии Warner Bros Басби Беркли зарекомендовал себя прежде всего постановкой песенно-танцевальных номеров, но в промежутке между ними он выступал и как режиссёр нескольких немузыкальных фильмов. Как пишет Миллер, «у Беркли была репутация человека, который работает быстро и в рамках бюджета, что высоко ценило руководство студии. Однако падение доходов заставило Warner Bros сократить выпуск крупнобюджетных мюзиклов, которые в своё время стали хитами во многом благодаря изобретательной постановке танцев Беркли». Оставшись невостребованным в жанре мюзикла, Беркли «упросил студию дать ему шанс поставить этот фильм».
Первоначально студия планировала сделать римейк с Эрролом Флинном, но после того, как тот сильно сыграл в «Капитане Бладе» (1935) и других костюмированных боевиках, руководство решило использовать его главным образом в исторических картинах. После этого возникла идея назначить на главную роль Джона Гарфилда, который начинал свою карьеру в престижной нью-йоркской труппе Group Theatre. В 1938 году Гарфилд добился своего первого крупного успеха в кино, когда был номинирован на Оскар за роль второго плана в музыкальном фильме «Четыре дочери», после чего Warner Bros повысила его до исполнителя главных ролей. Сразу после этого, просто, чтобы занять актёра работой, студия бросила его на низкобюджетный фильм «Остров Блэквелл» (1939). Однако руководство не хотело, чтобы у Гарфилда за триумфом в «Четырёх дочерях» последовал проходной фильм категории В. Глава студии Джек Уорнер придержал дистрибуцию «Острова Блэквелл», который уже был направлен в кинотеатры для демонстрации в качестве второго фильма на сдвоенных сеансах. Уорнер вернул фильм в производство, увеличил бюджет и поручил снять дополнительно несколько сцен своему любимому режиссёру Майклу Кёртису.
Тем временем руководство уже поставило Гарфилда на съёмки в фильме «Они сделали меня преступником». В итоге график актёра оказался настолько плотным, что по утрам ему приходилось делать дополнительные дубли для «Острова Блэквелл», а днём идти сниматься в «Они сделали меня преступником».
В начале работы Гарфилд опасался, что Беркли будет слишком торопить съёмки и не даст ему возможности раскрыть характер своего персонажа, однако, как пишет Миллер, «страхи Гарфилда были необоснованны». Беркли шёл вперёд, но и не мешал Гарфилду. А свой опыт танцевального режиссёра Беркли смог применить в постановке боксёрских сцен. Работая с оператором Джеймсом Вонгом Хоу, он создал сцены боёв, которые оставались непревзойдёнными в своём роде вплоть до тех пор, пока Хоу не снял ещё одну боксёрскую картину с Гарфилдом — «Тело и душа» (1947). Как отмечает Миллер, постановка сцены была настолько убедительна, что некоторые случайные посетители съёмочного павильона думали, что видят нечто, происходящее на самом деле.
Актёры Билли Хэлоп, Бобби Джордан, Лео Горси, Хантц Холл и Гэбриел Делл к этому времени уже сыграли в нескольких фильмах студии Warner Bros про Ребят из Тупика. Хотя в других фильмах имена их персонажей были другими, сами персонажи были схожи. Как отметил Миллер, «Гарфилд получал особое наслаждение от работы с Ребятами из Тупика, группой молодых нью-йоркских актёров, которые пришли в Голливуд в 1937 году, чтобы воссоздать свои театральные роли в экранной версии бродвейского спектакля „Тупик“ (1937)». Все ребята этой группы «хорошо ладили с Гарфилдом, так как их происхождение из нью-йоркской рабочей среды и театральный опыт были схожими». Сделав ещё три фильма на Warners, Парни из Тупика расколются на несколько групп и перейдут на другие студии, где продолжат свои карьеры.
Гарфилд также получал удовольствие от обеих своих партнёрш — Энн Шеридан и Глории Диксон. Как пишет Миллер, «обе имели с ним романтическую связь, и такая ситуация будет постоянно повторяться на протяжении его карьеры». В ближайшее время Шеридан станет одной из самых крупных звёзд студии, в то время как Диксон, которая сильно дебютировала в картине «Они не забудут» (1937), несколько лет спустя трагически погибнет в домашнем пожаре.
Натурные съёмки сцен на ферме проводились в чрезвычайно жарких условиях в городе Палм-Дезерт в южной Калифорнии, и потому Беркли должен был действовать быстро. Как отмечает Миллер, «температура воздуха поднималась настолько, что актёры теряли сознание, а дневные температуры были настолько высокими, что они плавили плёнку в камерах. Кроме того, актёры и творческая группа в промежутках между съёмками должны были постоянно укрывать головы и тела сетками для защиты от мошек, которые постоянно роились вокруг. В конце концов, пришлось проводить все съёмки утром».
Как сообщил журнал «Голливуд Репортер», после просмотра предварительного монтажа картины руководители Warner Bros решили повысить качество фильма, добавив ещё несколько сцен.
Это был последний фильм режиссёра Басби Беркли на Warner Bros. По словам Миллера, «его достижения не привели к новой карьере на Warners». Этот фильм обозначил окончание его контракта со студией и переход на Metro-Goldwyn-Mayer, где выросло новое поколение музыкальных звёзд, включавшее молодого Микки Руни и Джуди Гарланд, которые были готовы повести жанр в новом направлении.

## Оценка фильма критикой
По словам киноведа Фрэнка Миллера, «фильм вышел на экраны в январе 1939 года с крепкими рецензиями, в которых основное внимание было уделено Гарфилду. Коммерческий успех фильма показал, что Гарфилд действительно является кассовым актёром. Когда вышедший вскоре „Остров Блэквелл“ получил сходную реакцию, стало очевидно, что Гарфилд стал одной из крупнейших звёзд студии», а его постоянным экранным образом стал образ «обречённого одиночки». Как отметил в Миллер, фильм содержал «все существенные ингредиенты хита эпохи Великой депрессии — бокс, убийство, упрямого детектива в исполнении Клода Рейнса, а также группу добрых малолетних преступников, которым требуется крепкая рука, чтобы поставить их на путь истинный».
Деннис Шварц охарактеризовал картину как «очень увлекательный римейк фильма „Жизнь Джимми Долана“, который достаточно грамотно сделан и сильно сыгран, благодаря чему можно простить ему все сюжетные дыры, предсказуемость, неубедительную любовную историю и устаревшие глупые ужимки».
Историк кино Брюс Эдер оценил картину как «необычный фильм, а также необычно хороший фильм по множеству показателей». По словам критика, этот фильм стал «одним из последних крупных фильмов Warner Bros, затрагивающих тему последствий Великой депрессии», который «предлагает последний взгляд на обедневшую, но всё ещё предприимчивую Америку конца 1930-х годов». В 1940-41 годах с началом Второй мировой войны в Европе и началом военной программы в США тема безработицы и связанных с ней социальных проблем будет забыта. Как далее отмечает Эдер, наряду версией «Мальтийского сокола» Джона Хьюстона, эта картина стала «одним из немногих голливудских римейков, которые лучше тех фильмов, на которые они сделаны». По мнению критика, в данном случае «главным образом это происходит благодаря отличной игре Джона Гарфилда в роли самодовольного, эгоцентричного циника, который открывает лучшую сторону своей личности в самой низкой точке своей жизни. Гарфилд хорош на протяжении всего фильма, но особенно великолепен в сценах, где он смотрит невзгодам, а затем и самой судьбе прямо в лицо». Крепкую поддержку ему оказывает «отличный актёрский состав, включая группу осевших на студии малолетних преступников под названием Ребята из Тупика, среди которых первоклассной игрой выделяется Билли Хэлоп в роли их предводителя». По мнению Эдера, «наряду с „Ангелами с грязными лицами“ это один из лучших фильмов Warner Bros с участием Ребят из Тупика». Также обращает на себя внимание пара хороших, жизненных, крепких ролей в исполнении Глории Диксон и Мэй Робсон, которые верят в персонажа Гарфилда. По словам Эдера, «для большинства единственным слабым звеном в картине стал Клод Рейнс — большинству было трудно принять его в роли крутого нью-йоркского детектива, однако актёр искренен в своей игре, несмотря на некоторые неуклюжие моменты в своей роли». Как далее отмечает Эдер, «Беркли превратил фильм не только в демонстрацию мастерства более полудюжины актёров», но при постановке сцены драки в кульминации фильма «продемонстрировал и собственное мастерство визуальной подачи, которое приобрёл в ходе постановки многочисленных мюзиклов».